# Sotxi
Sotxi - Сочи (rus); სოჭი (georgià) és una ciutat russa al krai de Krasnodar, prop de la frontera amb Abkhàzia (Geòrgia). S'estén a la vora de la mar Negra amb els cims nevats de les muntanyes del Caucas com a fons. L'àrea metropolitana de Sotxi s'estén 145 quilòmetres al llarg de la costa, i és la més llarga del continent i la segona més llarga de tot el món. El 1989 tenia censats 336.514 habitants, que van baixar a 328.809 al cens del 2002. La ciutat va ser la seu dels Jocs Olímpics d'Hivern de 2014.

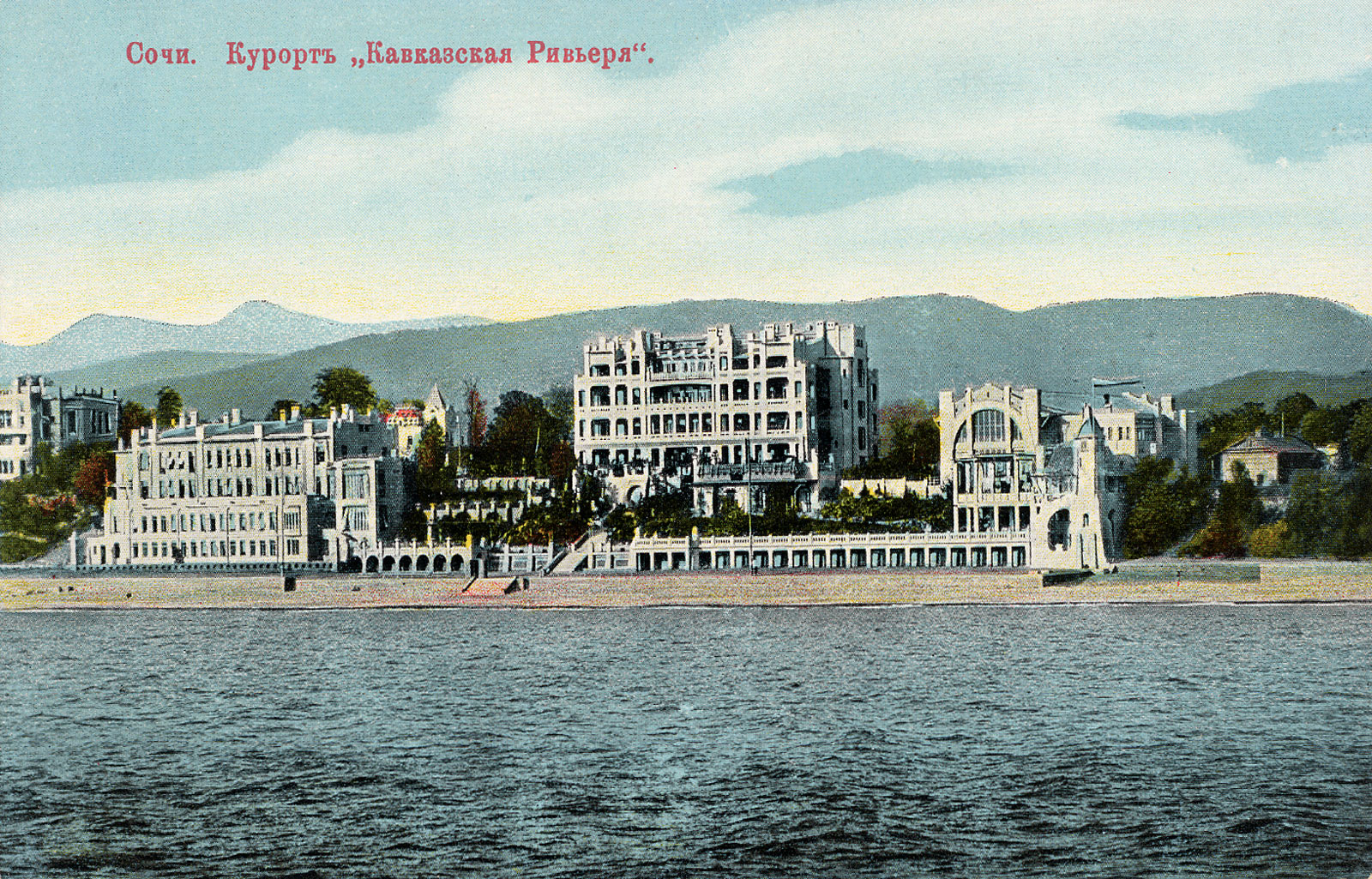
Sotxi a començaments de segle XX

## Meteorologia

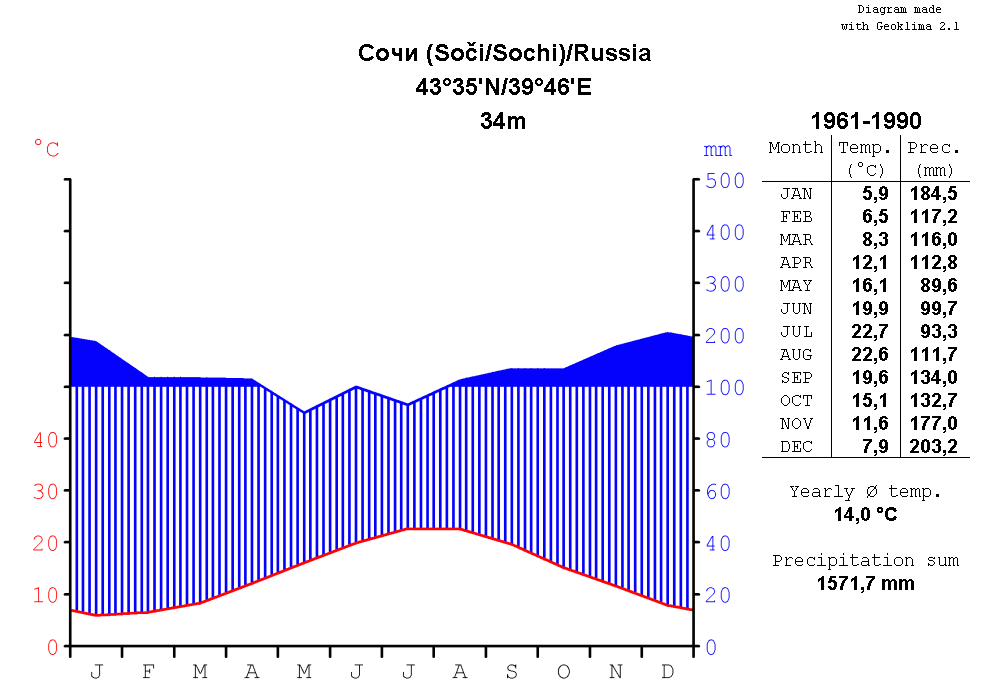
Climograma (1961-1990)

Sotxi gaudeix d'un dels hiverns més suaus de tot Rússia (+5,9 °C al gener) i a l'agost les màximes són de 27 °C. La pluviometria anual és molt alta, amb 1.400 mm. Stalin hi tenia una datxa i es va convertir oficiosament en la capital soviètica d'estiu.

## Religió
Abans de 1864, la ciutat de Sotxi era predominantment musulmana, habitada pels circassians, també anomenats adigis. Al nord, els adigis suposaven la cultura dominant. Actualment, després del genocidi adigi organitzat per l'exèrcit de l'Imperi Rus al segle xix, el municipi és predominantment cristià, malgrat que encara resideixen entorn de vint mil musulmans, la majoria adigis, turcs i tàtars. Tot i així, no existeix cap mesquita a Sotxi, i la més propera està situada a 60 km al nord del centre urbà, a la petita localitat de T'hagapsh.
Més recentment, l'any 2009 el president Dmitri Medvédev va prometre la construcció d'una mesquita a la ciutat per tal que els musulmans poguessin disposar d'un recinte permanent dedicat al culte. El permís oficial però, encara no ha estat donat.

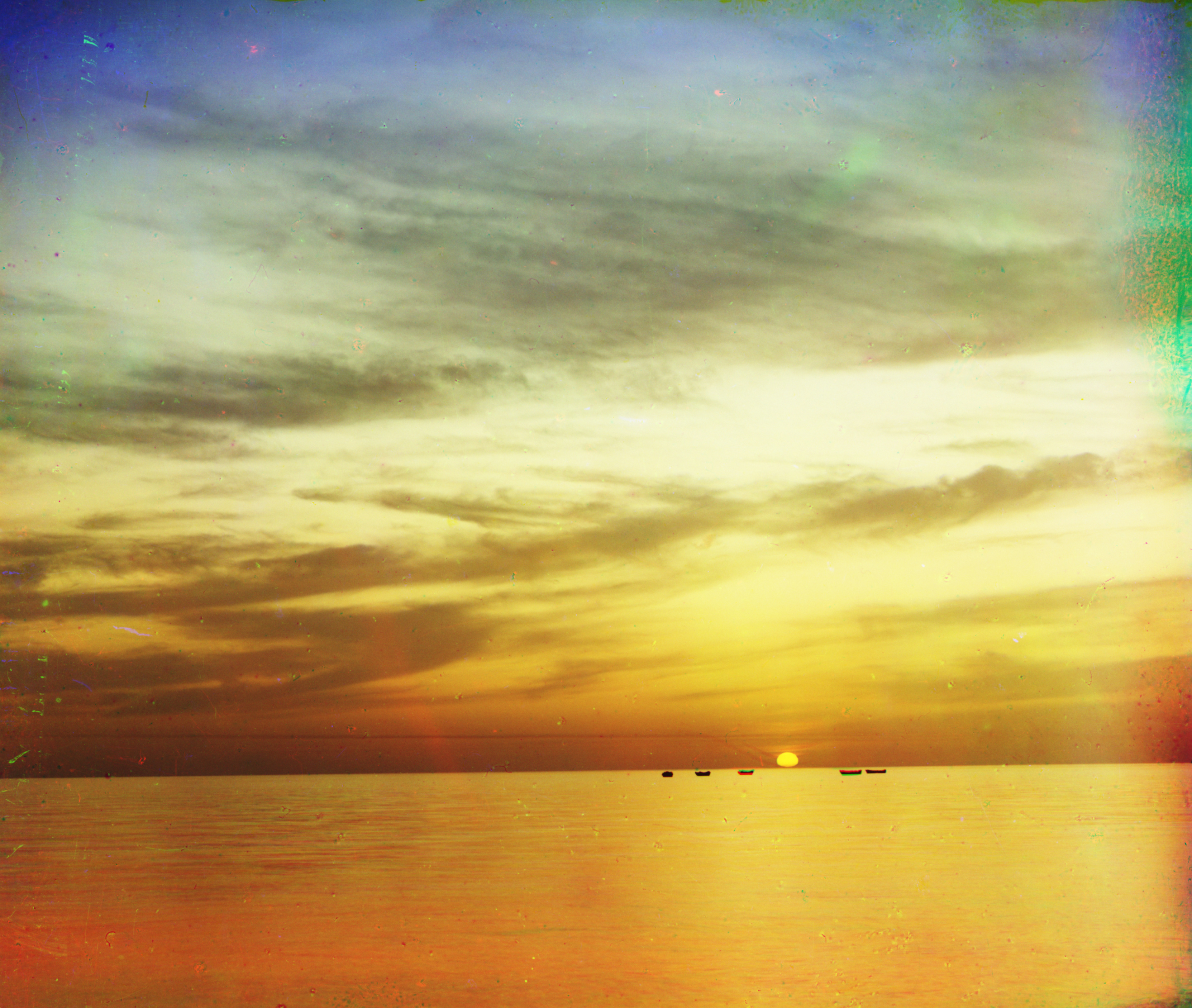
Vespre sobre la mar Negra, a Sotxi
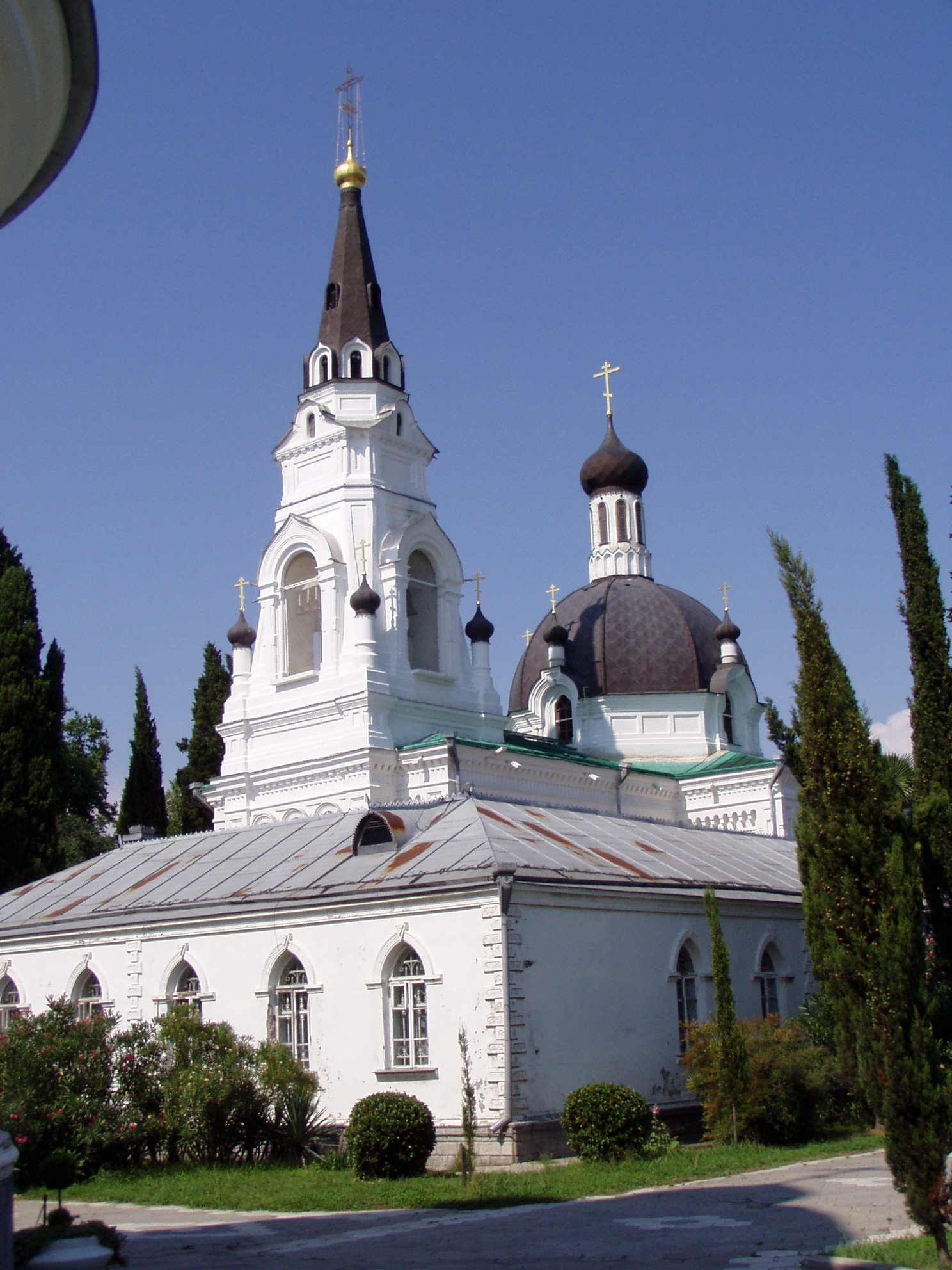
Església de Sant Miquel Arcàngel
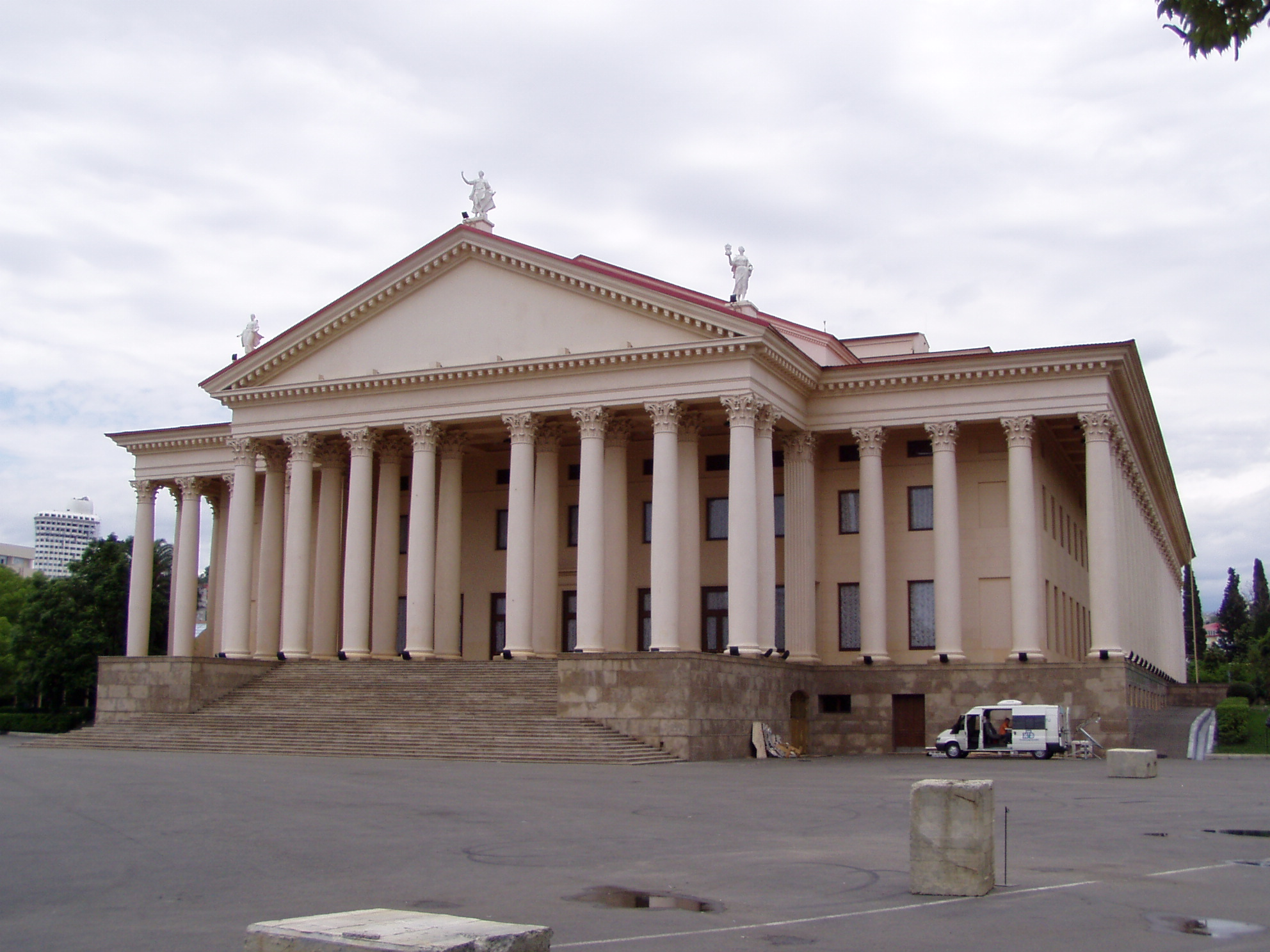
Teatre d'Hivern
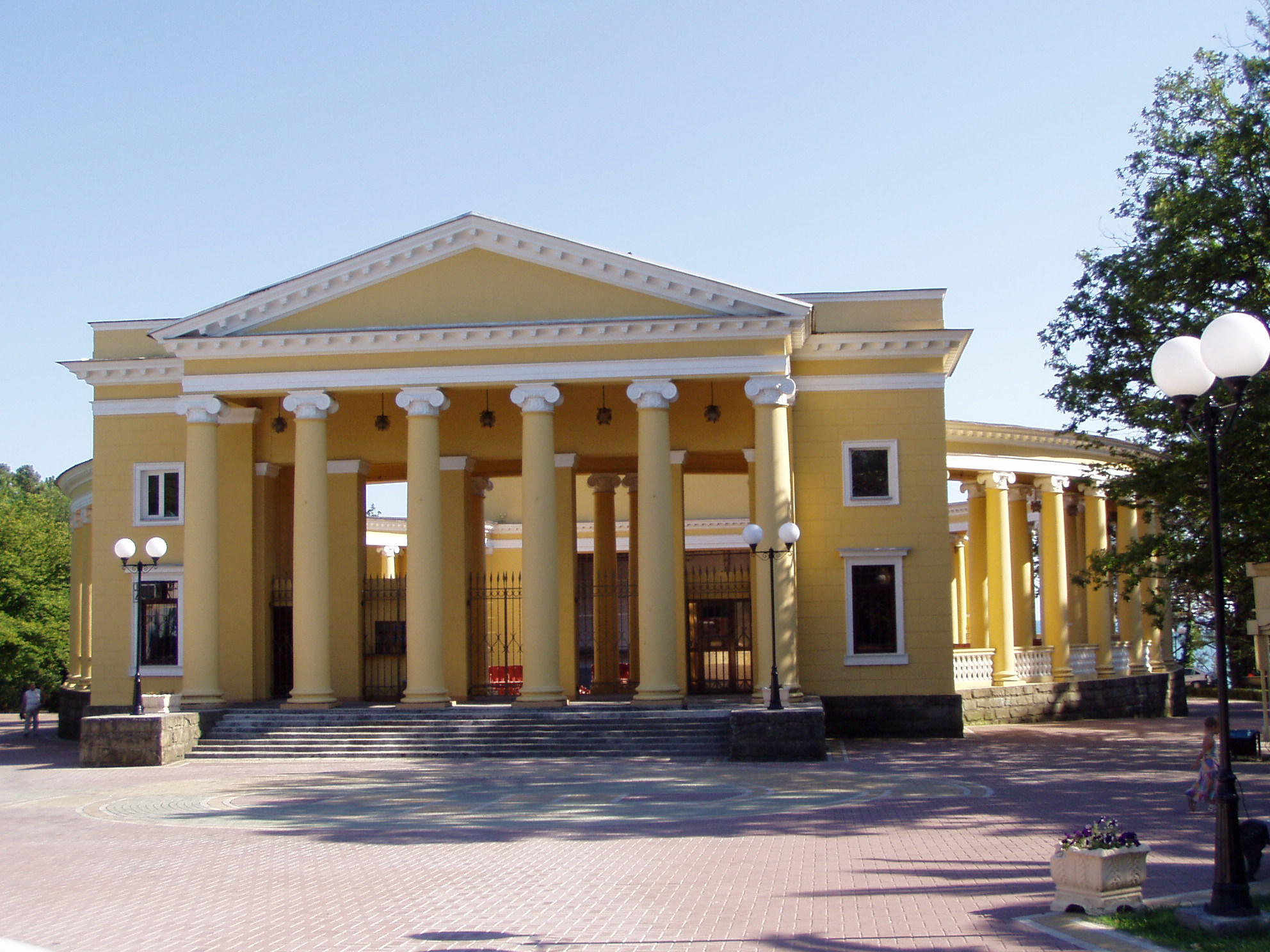
Teatre d'Estiu
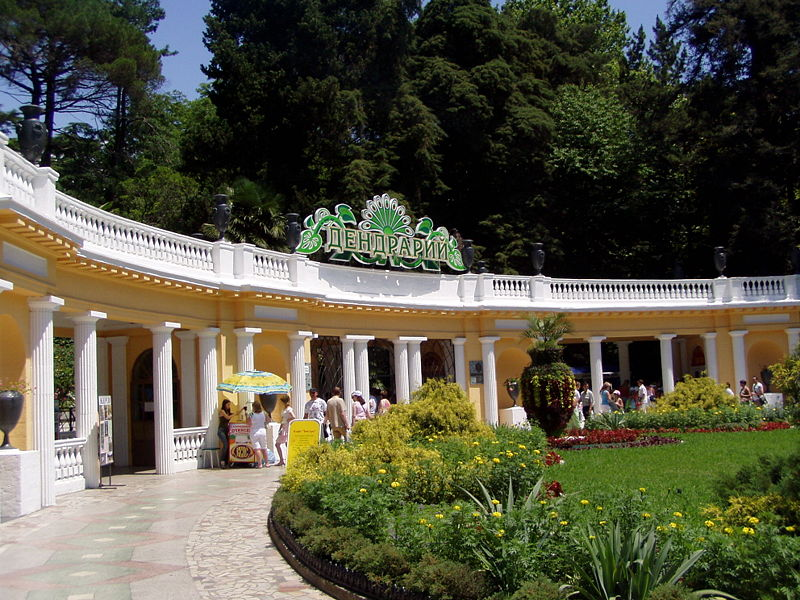
Entrada al Dendrarium de la ciutat
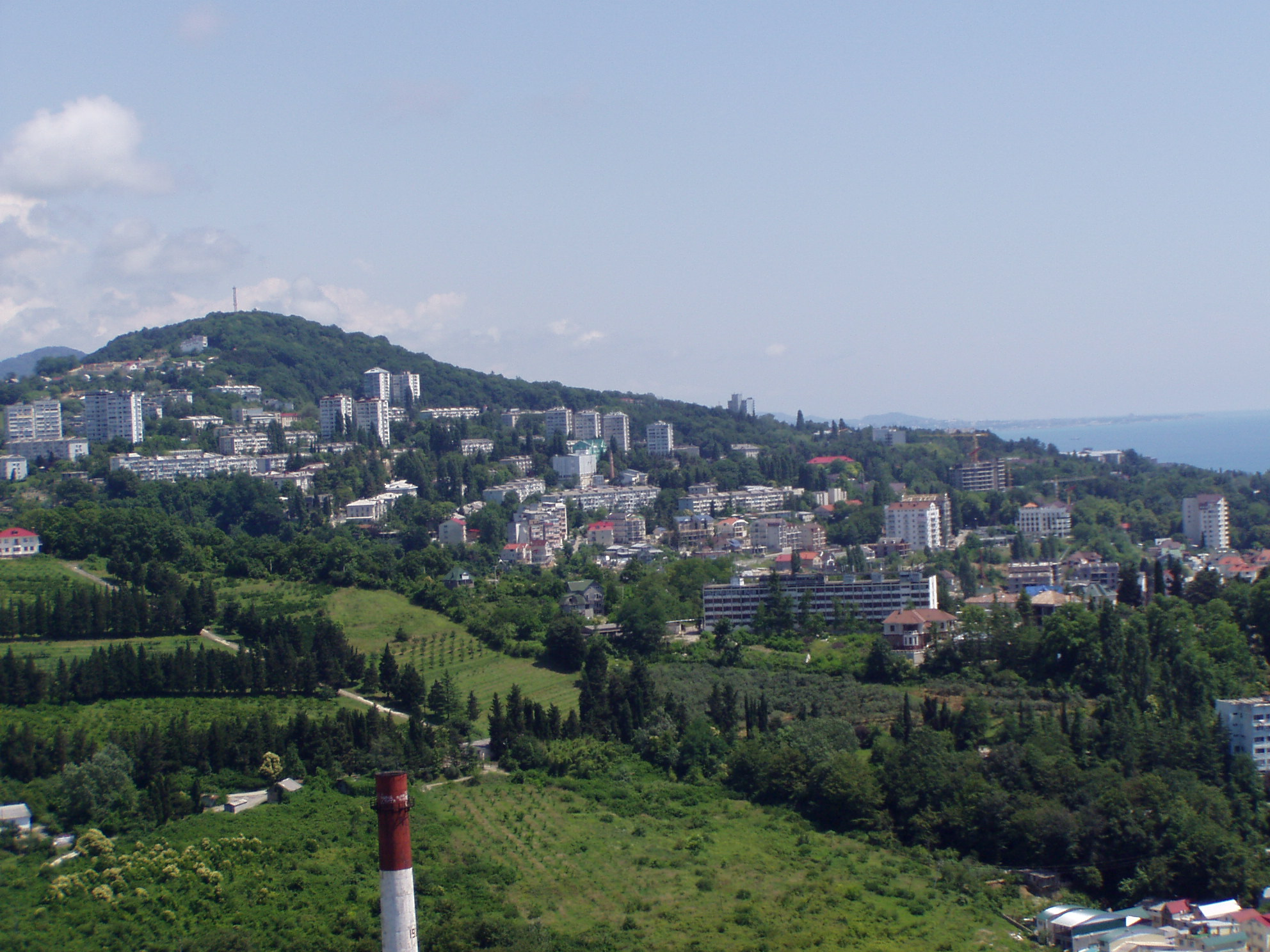
Zona de Bytkha
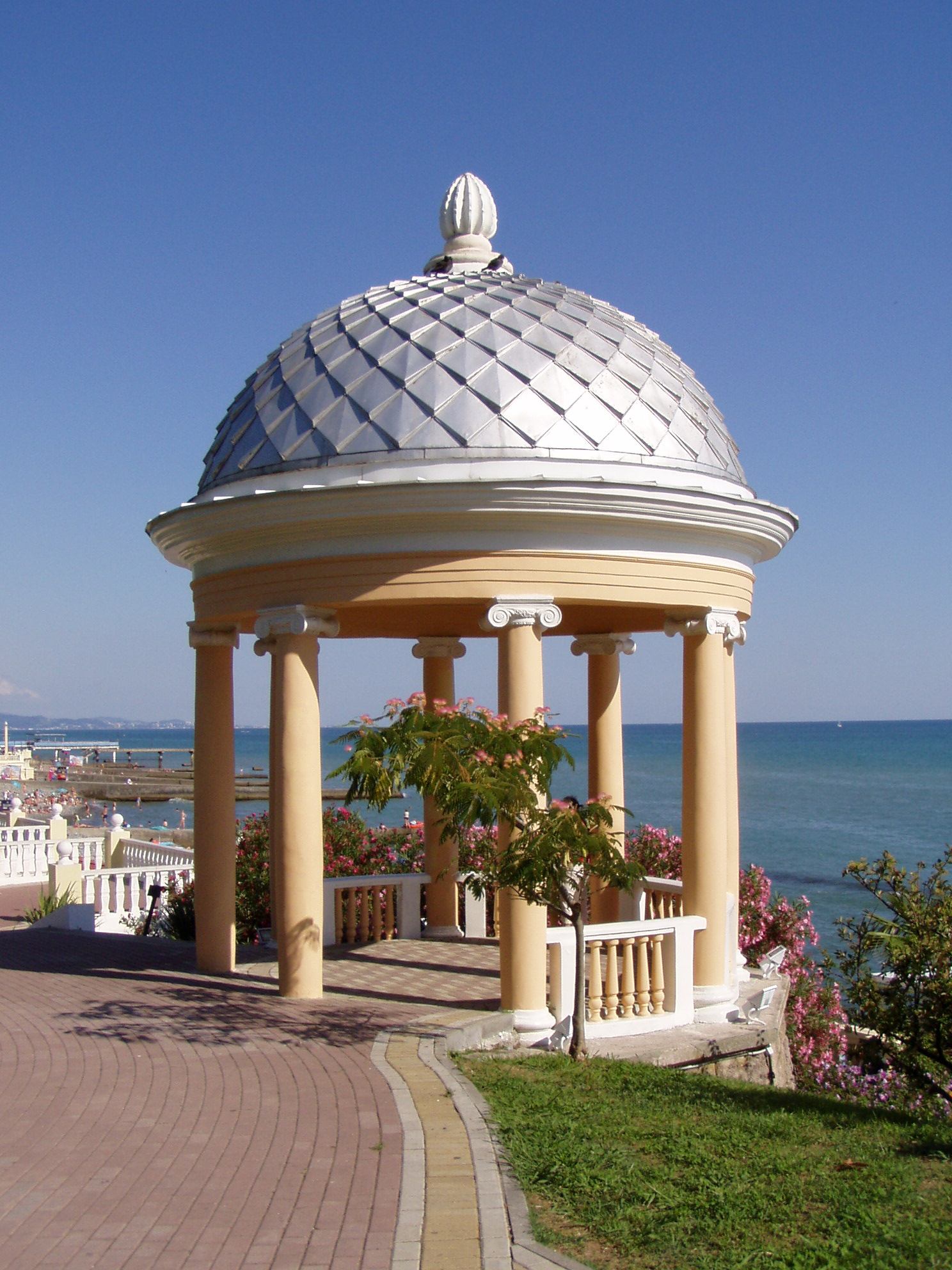
Passeig a la platja Arbour